# Vauvert
Vauvert es una comuna francesa situada en el departamento de Gard, en la región de Occitania.

## Demografía
| 6345 | 7472 | 9103 | 10 296 | 10 261 | 11 608 |
| Para los censos de 1962 a 1999 la población legal corresponde a la población sin duplicidades (Fuente: INSEE [Consultar]) |      |      |        |        |        |